# 748
748 (DCCXLVIII) fue un año bisiesto comenzado en lunes del calendario juliano, en vigor en aquella fecha.

## Acontecimientos
- Los abbasíes con Abu Muslim al mando, expulsan a las tropas califales del Jorasán.
- El mayordomo de palacio franco Pipino el Breve derrota a su hermanastro Grifón cuando pretendía hacerse con el Ducado de Baviera e instala como vasallo al joven heredero legítimo Tasilón III.
- Un gran terremoto sacude Oriente Próximo.
- Saqueo de la ciudad de Baalbek.

## Nacimientos
- Carlomagno (fecha discutida).